# Нова Весь (Битівський повіт)
Нова Весь (пол. Nowa Wieś, нім. Neuendorf) — село в Польщі, у гміні Пархово Битівського повіту Поморського воєводства.
Населення — 128 осіб (2011).
У 1975-1998 роках село належало до Слупського воєводства.

## Демографія
Демографічна структура станом на 31 березня 2011 року:
|          | Загалом | Допрацездатний вік | Працездатний вік | Постпрацездатний вік |
| -------- | ------- | ------------------ | ---------------- | -------------------- |
| Чоловіки | 61      | 17                 | 42               | 2                    |
| Жінки    | 67      | 17                 | 34               | 16                   |
| Разом    | 128     | 34                 | 76               | 18                   |